# Eubranchus coniclus
Eubranchus coniclus är en snäckart som först beskrevs av Er. Marcus 1958.  Eubranchus coniclus ingår i släktet Eubranchus och familjen Eubranchidae. Inga underarter finns listade i Catalogue of Life.